# Entosthodon kroonkurk
Entosthodon kroonkurk là một loài Rêu trong họ Funariaceae. Loài này được Dirkse & Brugués mô tả khoa học đầu tiên năm 2010.